# 양성우 시인 필화 사건
양성우 시인 필화 사건(梁性佑詩人筆禍事件)은 유신헌법 하의 제4공화국에서 시인 양성우의 체제 비판적인 저항시와 관련된 일련의 사건들을 가리킨다. 이 가운데 양성우가 장시 〈노예수첩〉으로 인해 긴급조치 위반으로 유죄 판결을 받은 사건이 대표적이라  노예수첩 필화 사건이라고도 한다.

## 겨울공화국 사건
전라남도 광주의 중앙여고 국어 교사인 시인 양성우는 1975년 2월 12일 광주의 YMCA강당에서 열린 구국기도회에 참석했다. 민청학련 사건 관련자 석방을 촉구하기 위해 열린 이 행사에서 자작시 〈겨울공화국〉을 낭송했는데, 유신체제를 '겨울', '한밤중'에 비유하여 암울하게 묘사한 시였다. 이 사건으로 양성우는 그해 4월 중앙여고에서 파면당했다.
2006년 민주화운동 관련자 명예회복 및 보상심의위원회가 이 사건을 조사한 뒤 중앙여고에 복직 권고 결정을 내렸으나, 31년 전 사건이라 당시 자료를 확인할 수 없다는 이유로 복직은 거부당했다.

## 노예수첩 사건
양성우는 겨울공화국 사건으로 파면을 당하고도 굴하지 않고 계속해서 장시 〈노예수첩〉을 창작했다. 노예수첩은 일본 잡지 《세까이(일본어: 世界)》 1977년 6월호에 번역 게재되었다. 국내에 시를 발표할 수 있는 지면이 없었기 때문에 해외 발표를 목적으로 외국인들과 접촉한 점도 확인이 되었다. 아울러 〈우리는 열번이고 책을 던졌다〉를 창작한 뒤 몇 부를 복사해 광주 지역에서 지인들에게 배포한 점도 문제가 되었다.
두 편의 시는 좀 더 직설적으로 유신체제를 비판하는 내용을 담고 있었다. 이에 따라 1977년 6월 중앙정보부로 연행된 양성우는 곧바로 국가모독 및 대통령 긴급조치 9호 위반 혐의로 구속되었고, 이듬해 징역 및 자격정지 각 3년의 판결을 받아 1979년 건강 악화로 가석방될 때까지 옥고를 치렀다.
이 사건은 언론 통제로 당대에는 그다지 널리 알려지지 않았으나, 유신체제에 대한 문단의 저항을 상징하는 대표적인 필화 사건이다.

## 겨울공화국 시집 사건
1977년 양성우가 노예수첩 사건으로 수감되어 있는 동안 그를 지지하는 문단의 일각에서 양성우의 시를 묶어 《겨울공화국》이라는 제목으로 시집을 출판했다.
이 사건으로 자유실천문인협의회 소속의 관련 문인들이 체포되었고, 이 가운데 고은, 조태일은 긴급조치 위반 혐의로 구속되어 고초를 치렀다. 국제펜클럽을 중심으로 국제적인 구명 운동이 벌어지기도 했다.
판매금지 조치를 당한 《겨울공화국》은 제5공화국 때까지 금서로 남아 있었다.

## 참고 자료
- 박태순, 자유실천문인협의회 문예운동사 - 제25회 문익환 양성우 김명식 박양호 장기표의 문학오딧세이 (민족문학작가회의, 2004.9.10)
- 박태순, 자유실천문인협의회 문예운동사 - 제26회 자유실천문인협의회 제3선언문으로 살피는 70년대문학 (민족문학작가회의, 2004.9.10)
- 고명철, 다시보는 필화사/ 1970년대 필화 사건의 정점,「노예수첩」과 시인 양성우 - 민족민주운동의 씨앗을 틔우는 시적 혁명, 《컬쳐뉴스》 (2005.11.25)
- 《문화시대》 (2007.5.14) 인터뷰/ 눈에 보이지 않는 '정신' 추구 양성우 시인 - "극한의 삶이 '시'와 '시인' 만들었어요"

## 같이 보기
- 분지 필화 사건 (제3공화국)
- 한수산 필화 사건 (제5공화국)